# Starszy kapral
Starszy kapral (st. kpr.) – wojskowy stopień podoficerski w polskich Wojskach Lądowych i Siłach Powietrznych, odpowiadający starszemu matowi w Marynarce Wojennej. Niższym stopniem jest kapral, a wyższym plutonowy, Jego odpowiedniki znajdują się także w siłach zbrojnych innych państw. 
W  Wojsku Polskim wprowadzony w 1967 roku. 
W Siłach Zbrojnych PRL należał do grupy podoficerów młodszych. Oznakami tego stopnia są trzy poziome belki.
Obecnie podoficer w tym stopniu jest żołnierzem zawodowym, pełniącym najczęściej służbę na stanowisku dowódcy drużyny, załogi, obsługi. 
Stopień starszego kaprala występuje również w Służbie Więziennej, Agencji Bezpieczeństwa Wewnętrznego oraz Agencji Wywiadu. Odpowiednikiem tego stopnia w Państwowej Straży Pożarnej jest starszy sekcyjny. W policji odpowiednikiem tego stopnia jest sierżant Policji.
Obecnie posiada zaszeregowanie dla grupy uposażenia nr 3, a w kodzie NATO określony jest jako OR-04.

## Oznaczenia
Oznaczeniem stopnia w Wojsku Polskim są trzy poziome belki w kolorze srebrnym na naramiennikach i otoku czapki.
Zgodnie z przepisami ubiorczymi żołnierzy Wojska Polskiego z 1972 roku starszy kapral  nosił na przodzie otoku czapki garnizonowej wykonane z taśmy dystynkcyjnej trzy paski długości 3 cm i szerokości 5 mm; odstęp między paskami wynosił 2 mm; na naramiennikach kurtek trzy paski szerokości 8 mm, podwinięte obydwoma końcami pod naramiennik (po 1 cm), pierwszy naszyty w odległości 2 cm od miejsca wszycia rękawa, a kolejne w odległości 4 mm, w kierunku guzika naramiennika.